# Metodo di Lax-Wendroff
Il metodo di Lax-Wendroff, così chiamato dal nome dei matematici Peter Lax e Burton Wendroff, è un metodo numerico basato sulle differenze finite, adoperato per risolvere in maniera approssimata equazioni o sistemi di equazioni differenziali alle derivate parziali iperboliche, come le leggi di conservazione, con una precisione del secondo ordine nello spazio e nel tempo. È un metodo esplicito temporale, in cui il valore della soluzione approssimata in un dato istante dipende in maniera esplicita soltanto da valori della soluzione all'istante precedente.

## Introduzione
Il metodo di Lax-Wendroff, così come gli altri metodi alle differenze finite, prevede la suddivisione del dominio spazio-temporale dell'equazione in un insieme discreto di punti (mesh) {\displaystyle \left\{x_{i},t_{n}\right\}}, tramite un intervallo di discretizzazione spaziale {\displaystyle \Delta x} e un intervallo di discretizzazione temporale (o time step) {\displaystyle \Delta t}; le derivate parziali (spaziali e temporali) presenti nell'equazione differenziale vengono quindi sostituite da loro approssimazioni discrete, più semplici da calcolare in via numerica. Il metodo consente infine di calcolare in ogni punto della mesh un valore approssimato {\displaystyle u_{i}^{n}} della soluzione reale {\displaystyle u\left(x_{i},t_{n}\right)}.

## Formulazione

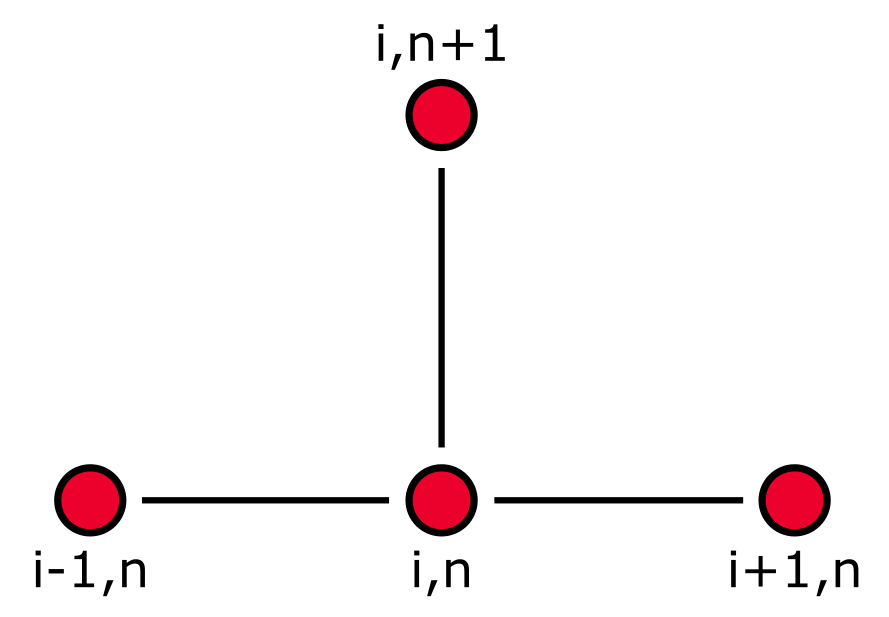
Stencil relativo al metodo di Lax-Wendroff.

La formulazione più semplice del metodo si propone di trovare una soluzione approssimata all'equazione lineare di avvezione:
{\displaystyle {\frac {\partial u\left(x,t\right)}{\partial t}}+\lambda {\frac {\partial u\left(x,t\right)}{\partial x}}=0,}
dove {\displaystyle u\left(x,t\right)} è una grandezza scalare, variabile nel tempo e nello spazio, che costituisce l'incognita del problema, e {\displaystyle \lambda } è la velocità locale di propagazione nel mezzo. Sviluppando in serie di Taylor la soluzione reale {\displaystyle u(x_{i},t_{n+1})} secondo la variabile temporale si ha:
{\displaystyle u(x_{i},t_{n+1})=u(x_{i},t_{n})+\Delta t{\frac {\partial u\left(x_{i},t_{n}\right)}{\partial t}}+{\frac {1}{2}}\Delta t^{2}{\frac {\partial ^{2}u\left(x_{i},t_{n}\right)}{\partial t^{2}}}+O\left(\Delta t^{2}\right).}
Sostituendo le derivate temporali con le corrispondenti derivate spaziali,
{\displaystyle {\frac {\partial u\left(x,t\right)}{\partial t}}=-\lambda {\frac {\partial u\left(x,t\right)}{\partial x}}\qquad } e {\displaystyle \qquad {\frac {\partial ^{2}u\left(x,t\right)}{\partial t^{2}}}=\lambda ^{2}{\frac {\partial ^{2}u\left(x,t\right)}{\partial x^{2}}},}
lo sviluppo di Taylor della soluzione diventa:
{\displaystyle u(x_{i},t_{n+1})=u(x_{i},t_{n})-\Delta t\,\lambda {\frac {\partial u\left(x,t\right)}{\partial x}}+{\frac {1}{2}}\Delta t^{2}\,\lambda ^{2}{\frac {\partial ^{2}u\left(x,t\right)}{\partial x^{2}}}+O\left(\Delta t^{2}\right).}
Infine, le derivate spaziali vengono sostituite dalle rispettive approssimazioni alle differenze finite centrate,
{\displaystyle {\frac {\partial u\left(x,t\right)}{\partial x}}\approx {\frac {u_{i+1}^{n}-u_{i-1}^{n}}{2\Delta x}}\qquad } e {\displaystyle \qquad {\frac {\partial ^{2}u\left(x,t\right)}{\partial x^{2}}}\approx {\frac {u_{i+1}^{n}-2u_{i}^{n}+u_{i-1}^{n}}{\Delta x^{2}}},}
per ottenere la formulazione finale del metodo:
{\displaystyle u_{i}^{n+1}=u_{i}^{n}-\lambda \,{\frac {\Delta t}{2\Delta x}}\left(u_{i+1}^{n}-u_{i-1}^{n}\right)+\lambda ^{2}\,{\frac {\Delta t^{2}}{2\Delta x^{2}}}\left(u_{i+1}^{n}-2u_{i}^{n}+u_{i-1}^{n}\right).}
Lo schema di Lax-Wendroff consente quindi di ottenere un'approssimazione della soluzione dell'equazione differenziale in ogni punto spaziale {\displaystyle i} del dominio all'istante {\displaystyle n+1} a partire dalla conoscenza della soluzione in tre punti all'istante {\displaystyle n}: {\displaystyle u_{i-1}^{n},u_{i}^{n},u_{i+1}^{n}}. Una rappresentazione alternativa del metodo si ottiene, definendo il numero di Courant {\displaystyle \alpha ={\frac {\lambda \Delta t}{\Delta x}}}:
{\displaystyle u_{i}^{n+1}=u_{i}^{n}-{\frac {1}{2}}\alpha \left(u_{i+1}^{n}-u_{i-1}^{n}\right)+{\frac {1}{2}}\alpha ^{2}\left(u_{i+1}^{n}-2u_{i}^{n}+u_{i-1}^{n}\right)={\frac {1}{2}}\alpha \left(1+\alpha \right)u_{i-1}^{n}+\left(1-\alpha ^{2}\right)u_{i}^{n}-{\frac {1}{2}}\alpha \left(1-\alpha \right)u_{i+1}^{n}.}

## Stabilità
La stabilità del metodo, così come l'accuratezza e la convergenza numerica della soluzione, dipende chiaramente dalla discretizzazione spazio-temporale operata. In particolare occorre evitare che l'applicazione del metodo non porti a una crescita incontrollata della soluzione o a risultati fortemente scorretti. La stabilità del metodo di Lax-Wendroff è garantita adottando passi temporali sufficientemente piccoli da mantenere il numero di Courant sempre minore di 1 in valore assoluto: i migliori risultati si ottengono tuttavia quando il valore assoluto del numero di Courant è prossimo a 1.